# 노르웨이 로켓 사건

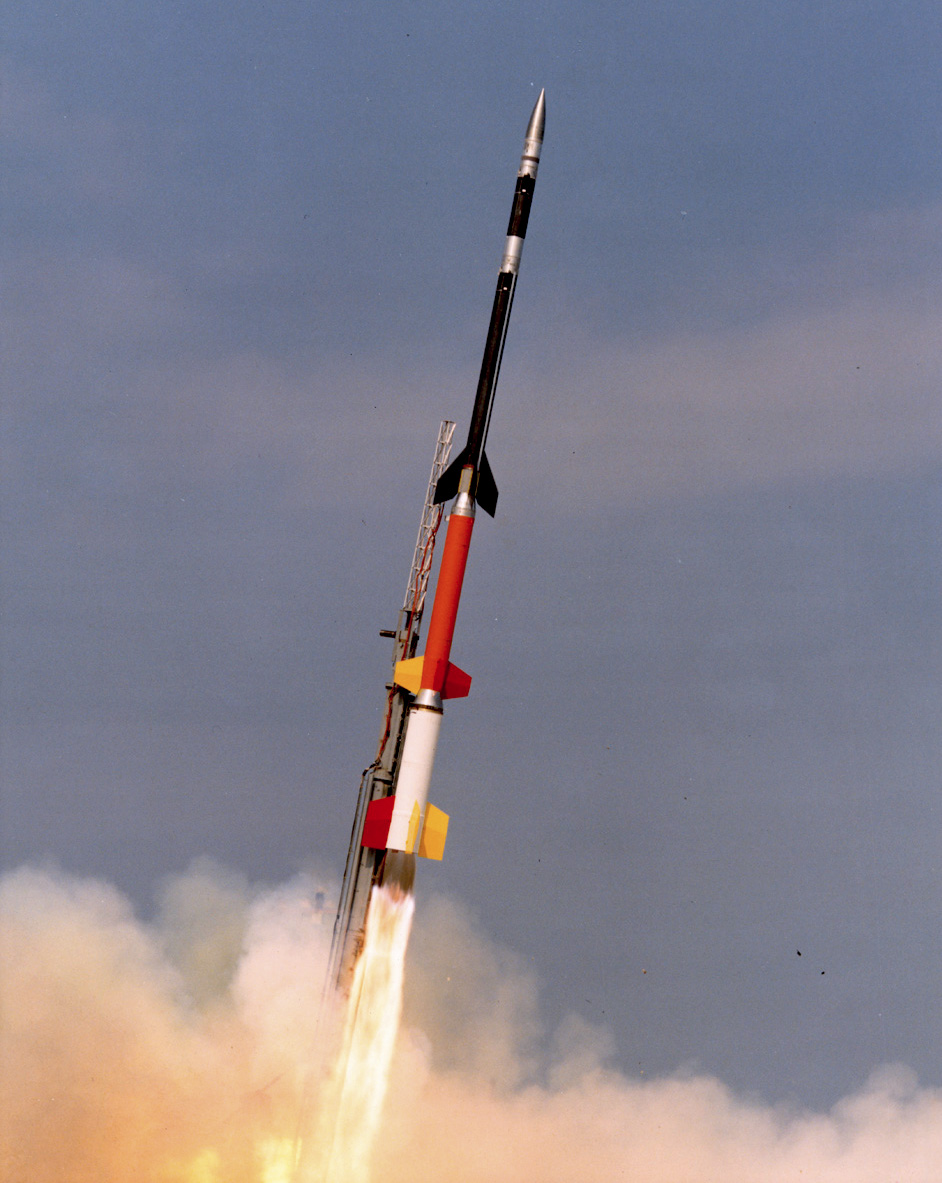
문제를 일으킨 블랙 브랜트 XII 로켓

노르웨이 로켓 사건(영어: Norwegian rocket incident)은 1995년 1월 25일,노르웨이 과학자들과 미국 과학자들로 구성된 팀이 제작한 블랙 브랜트 XII로켓이 스발바르 제도의 오로라를 연구하기 위한 장치를 탑재한 채로 발사되었는데, 탄도 궤적과 항로가 노스다코타주에 위치한 LGM-30 미니트맨 대륙간 탄도미사일이 러시아의 수도 모스크바로 향할 가능성이 있는 구간이었으며, 1453km(930 마일) 고도에 도달했을 때 미국 해군의 잠수함 발사 탄도미사일인 트라이던트 미사일과 속도와 패턴이 유사해 러시아의 레이다망을 무력화하기 위한 EMP공격일 가능성이 높다고 판단한 러시아 전략로켓군은 곧바로 발사대기상태에 나섰으며 보리스 옐친대통령은 레이다의 오류인지 미국의 핵공격인지 판단하기 위해 핵가방을 든채로 대기한 사건이다.
이 사건은 핵 보유국이 핵 가방을 활성화하고 공격을 시작하기 위해 준비했던 최초이자 유일한 사건이었다.

## 전개
노르웨이와 미국의 과학자들은 로켓 발사 이전에 러시아를 포함한 30여개국에 미리 통보를 했었다. 하지만 러시아군 레이다에는 전달되지는 않았다.
블랙 브랜트 XII로켓이 무르만스크주에 위치한 러시아군 조기경보레이다에 탐지되었고 레이다 오퍼레이터들은 로켓의 속도와 패턴이 잠수함으로부터 발사되는 트라이던트 미사일과 흡사하다고 판단했다.

## 대응
당대 러시아 대통령 보리스 옐친은 처음으로 핵 열쇠(nuclear keys)로 핵가방을 활성화시켰다. 이 핵가방은 자동으로 활성화 된 군통수권자의 핵 발사 권한을 부여하는데 사용되며 모든 사령부에 이 명령들이 자동으로 전달될 수 있다. 하지만 핵경보는 러시아 국민들에게 발령되지는 않았으며 이 해프닝은 주말 뉴스에 보도되었었다.
명령을 받은 러시아 해군의 탄도미사일 잠수함(SSBN)들은 전투 준비 태세에 들어갔으며 핵보복을 준비하기 시작했다.
그러나,결국 이 로켓은 예상과는 달리 러시아 영공으로 진입하지 않았으며 과학로켓은 계획대로 발사된지 24분만에 스피츠베르겐섬 인근에 낙하했다.

## 결과
하마터면 핵전쟁을 야기할 수도 있었던 사건이라 러시아는 조기경보레이다들을 재평가 및 재설계에 돌입했다.

## 같이 보기
- 쿠바 미사일 위기
- 핵전쟁